# Newburg (Wisconsin)
Newburg – wieś w Stanach Zjednoczonych, w stanie Wisconsin, w hrabstwie Washington.